# 20/27 (revue)
20/27 est une revue de textes critiques sur l'art fondée en 2007 par Pierre Denan, avec Michel Gauthier et Arnauld Pierre. Éditée par les éditions M19, elle a été publiée jusqu'en 2012.
Elle a fait partie des revues avec Particules et surtout art 21 et Frog qui ont animé le lustre, de 2005 à 2010, au cours duquel il a existé en France plus de revues consacrées à l'art contemporain qu'il n'en avait jamais existé auparavant.

## Histoire de la revue
Conçue et publiée par Pierre Denan, directeur de la publication, fondateur des éditions M19, réalisée avec Michel Gauthier, conservateur au Centre Pompidou et Arnauld Pierre, professeur en histoire de l’art contemporain à l’Université de Paris-Sorbonne (Paris IV), membres du comité de rédaction, la revue 20/27, diffusée par Les presses du réel (Dijon), est parue de 2007 à 2012, à raison d'un numéro par an.
Revue d'auteurs – l'idée étant d'ouvrir un espace à une critique d'art ambitieuse, soucieuse d’une perspective historique –, 20/27 a produit des études monographiques sur des artistes contemporains. Chaque numéro comptait de 12 à 15 textes sur un peu plus de 300 pages, illustrées par 300 visuels.

## Les six numéros de20/27

### 20/27no1, 2007
- Jean-Philippe Antoine[4], Les territoires ralentis d’un égotiste, ou la réserve d’ugo rondinone
- Marie de Brugerolle[5] « Guy de Cointet : la mise en scène des objets »
- Giovanni Carmine OP & LOW Philippe Decrauzat : changement de vitesse, changement de style, changement de scène
- Jean-Pierre Criqui[6] Le dessin au cœur des ténèbres Les Blind Time Drawings de Robert Morris
- Thierry Davila[7] Being in a place. Les sculptures filiformes de Fred Sandback (en)
- Patricia Falguières[8] Bernard Frize : Peinture d’action et politique des couleurs
- Manou Farine[9] et Michel Gauthier +/– Martin Creed ou la solution zéro
- Michel Gauthier : Puissance 3 Jeppe Hein et le cube minimaliste
- Michel Gauthier : inspirez, expirez Hugues Reip et le battement
- Patrick Javault : le virtuel devant la porte Arno Schmidt photographe
- Olivier Michelon : Dub et autres archipels
- Marie Muracciole : Sans titre Les peintures de Claude Closky
- Vincent Pécoil Daan van Golden (en) : La légende dorée
- Arnauld Pierre : L’abstraction en 1974 Sur les tableaux à bandes d'Olivier Mosset
- Catherine de Smet : Deux ou trois choses à propos de Vier5
- Elisabeth Wetterwald : Pretty vacant

### 20/27no2, 2008
Sylvie Coëllier « Tant que l’art de la chanson ne meurt pas » Les Lyrics de Saâdane Afif
- Michel Gauthier : B comme Armleder
- Valérie Mavridorakis : the atrocity exhibition – écrite et réalisée par J. G. Ballard ou la fin tragique des années soixante
- Éric de Chassey Bazooka : Pistolets-sexes ?
- Line Herbert-Arnaud : Angela Detanico et Rafael Lain : Entre transposition et disparition
- Elisabeth Wetterwald Mario García Torres (en) : Some places to which we can come
- Daniel Soutif[10] Un livre pellicule Kodachrome de Luigi Ghirri
- Vanessa Morisset : l’ombre d’un doute. Science et réalité dans l’œuvre de Laurent Grasso[11]
- Marjolaine Lévy : Loris Gréaud : l’œuvre ailleurs
- Arnauld Pierre : Gravity greater than velocity. L’asymptote de Vincent Lamouroux
- Philippe-Alain Michaud : Upside Down. Mark Lewis ou le cinéma retourné
- Jill Gasparina : L’art a une échelle de masse. Sur The Shapes Project d’Allan McCollum
- Jean-Pierre Criqui : HMHNS
- Carlotta Darò : Pour une histoire de la sound box
- Florence Ostende : Where do you go from here, Baby? La signalétique délirante de Blair Thurman

### 20/27no3, 2009
- Arnauld Pierre : Retour vers le futur. Le projet Ubïq. À Mental Odyssey de Mathieu Briand
- Vanessa Morisset : Opus subversum Didier Faustino et le Bureau des Mésarchitectures
- Marie Muracciole (en) Ceal Floyer (en), Le bruit de l’esprit
- Marjolaine Lévy Wade Guyton/Epson : Exceed Your Vision
- Dorothea von Hantelmann : Affirmer Carsten Höller
- Guillaume Leingre : Détruire tous les monstres Mike Kelley et la photographie
- Florence Ostende : Show control Philippe Parreno expose
- Michel Gauthier : le cordon rouge. Rockenschaub et la séparation
- Larisa Dryansky : Anri Sala : l’art des inter-férences
- Sylvie Coëllier : Tatiana Trouvé : une poétique de l’énigme
- Frédéric Paul Richard Wright : 1 981,2 millimètres
- Hélène Meisel Cerith Wyn Evans : la quête de l’obscurité
- Elisabeth Wetterwald : Entretien avec Raphaël Zarka

### 20/27no4, 2010
- Arnauld Pierre : Futur antérieur
- Christophe Gallois, Jean-Philippe Antoine : Conversation avec Morgan Fisher
- Yve-Alain Bois : Le clochard et l’architecte
- Sabeth Buchmann : Signes abstraits ? Référence et formalisme dans les œuvres de Florian Pumshösl
- Manuel Cirauqui : Éclipse (Vittorio Santoro)
- Sylvie Coëllier : Diamants et solitaires Les meilleurs amis de Delphine Coindet
- Jean-Pierre Criqui 9 1 D2 sur Katharina Fritsch
- Jill Gasparina : le béton et la résine
- Michel Gauthier Laurent Montaron : le temps du medium
- Marjolaine Lévy : Stefan Brüggemann : Le concept dans le décor
- Hélène Meisel : Guillaume Leblon, Une Ironie
- Natacha Pugnet : le collier de l’histoire. À propos d’expositions récentes de Hubert Duprat
- Anne-Lou Vicente : Dominique Blais : un peu de neige salie

### 20/27no5, 2011
- Arnauld Pierre : une métaphore moderniste. Note sur le cheval dans l’œuvre de Xavier Veilhan
- Natacha Pugnet : Me As Him. Portrait de Gavin Turk en artiste postmoderne
- Mathilde Villeneuve : Olivier Dollinger : l’image impossible
- Thierry Davila : Pascal Broccolichi : Cartographie de l’inouï
- Fabien Faure : Les mondes selon Mircea Cantor
- Nina Gülicher : Clôture et ouverture. Projets irréalisables et non réalisés de Veit Stratmann
- Patrick Javault : Le bon exemple Jeff Koons
- Guillaume Leingre : la 19e leçon. Christopher Williams
- Marjolaine Lévy : la chaise est triste, hélas ! Les fantômes de Martin Boyce (en)
- Guitemie Maldonado : Abstraction faite. Notes sur la peinture de Rémy Hysbergue
- Hélène Meisel, Tacita Dean : Récits des avant-derniers instants
- Vanessa Morisset : le jour de la marmotte Jonathan Monk et les bizarreries de l’espace-temps
- Marie Muracciole : tomorrow never knows Peter Roehr (en)(1944-1968)

### 20/27no6, 2012
- Jean-Philippe Antoine : valeurs sociales et gloire visuelle. Les objets du commun de Nancy Shaver
- Timothée Chaillou, Kelley Walker : Un entretien, 2000-2011
- Manuel Cirauqui : Conversation avec Ian Wallace
- Sylvie Coëllier : communautés singulières : Berdaguer & Pejus
- Fabien Faure[12] Mika Rottenberg : La fabrique des corps et la mécanique des fluides
- Michel Gauthier, Paul Sietsema : la macule et le mediat
- Guy Lelong[13] Philippe Rahm Ou l’architecture déduite de ses propriétés météorologiques
- Marjolaine Lévy, Lucy Williams : les reliefs du modernisme
- Hélène Meisel : Maurice Blaussyld, du détachement
- Vanessa Morisset : « fascination (et scepticisme) » de Walid Raad
- Rémi Parcollet : Les photos-souvenirs. L’autre outil visuel de Daniel Buren
- Frédéric Paul Steven Pippin : Du bon usage de l’entonnoir
- Natacha Pugnet : Maïder fortune : spectres